# Derby Paulista
Als Derby Paulista wird das Stadtderby zwischen den traditionsreichen Fußballvereinen Sport Club Corinthians Paulista und der Sociedade Esportiva Palmeiras aus der brasilianischen Millionenmetropole São Paulo bezeichnet. Es wird häufig unter die brisantesten Duelle der Fußballwelt gelistet und wird in Brasilien nicht minder medial begleitet wie das berühmte Derby „Fla-Flu“ zwischen dem CR Flamengo und dem Fluminense FC aus Rio de Janeiro. In bisher 378 Partien sind 1035 Tore erzielt worden (Stand 3. September 2023).

## Geschichte
Die Brisanz des Derby Paulista resultiert aus der Gründungsgeschichte beider sich gegenüberstehender Vereine. Der am 1. September 1910 gegründete Sport Club Corinthians war der erste Verein São Paulos, dessen Gründungsmitglieder der arbeitenden Klasse der Stadt entstammten und der folglich seine Anhängerschaft aus deren proletarischen Milieu bezog, in Abgrenzung zu den geschlossenen Gesellschaften der von wohlhabenden englischen Einwanderern gegründeten Clubs. Angeregt vom Gastspiel zweier italienischer Vereine im Jahr 1914 verließen vier italienischstämmige Mitglieder den Club und gründeten am 26. August mit der Societá Palestra Itália einen eigenen Verein, um dem sich fortan die fußballbegeisterten Nachkommen italienischer Einwanderer sammelten. Von den Anhängern des SC Corinthians ist dieser Akt als „Verrat“ gebrandmarkt und damit die neue bis heute anhaltende Rivalität begründet wurden. Der Begriff „Derby Paulista“ ist durch die Berichterstattung des Sportjournalisten Tommaso Mazzoni in den 1940er Jahren geprägt wurden, der damit die Bedeutung des Duells zwischen den beiden damals dominierenden Clubs um die Vorherrschaft im Fußball des Staates São Paulo unterstrich.
Bedingt durch den Eintritt Brasiliens in den Zweiten Weltkrieg haben die „Italiener“ von São Paulo, wie alle anderen in Brasilien auch, per Gesetz alle Namen und Farben die auf ihre nationale Abstammung Bezug genommen haben ablegen müssen, worauf sich die Societá Palestra Itália 1942 in Sociedade Esportiva Palmeiras umbenannte. Um dieselbe Zeit hatte sich der Fußball in São Paulo voll professionalisiert und jene Strukturen gebildet die ihn bis heute prägen. Dazu gehörte auch der Aufstieg des jüngeren São Paulo Futebol Clube zur dritten Kraft in der Hauptstadt, sowie die des Santos Futebol Clube aus der benachbarten Hafenstadt, die nun zusammen mit Corinthians und Palmeiras die Quadriga der Spitzenclubs aus São Paulo im brasilianischen und lateinamerikanischen Fußball bilden. Alle vier pflegen untereinander eine gegenseitige Rivalität, von denen allerdings keine so alt ist wie das Derby Paulista.

## Bemerkungen
- Derby Nr. 1 am 6. Mai 1917 gewann Palestra Itália (Palmeiras) mit 3:0. Alle drei Tore erzielte Caetano Izzo.
- Der höchste Sieg der Derbygeschichte (Nr. 42) erfolgte am 5. November 1933: Palestra Itália (Palmeiras) siegte mit 8:0 in einem Meisterschaftsspiel im Estádio Palestra Itália. Romeu Pellicciari erzielte dabei vier Tore, so viel wie kein anderer Spieler in einer Derbybegegnung.
- Die torreichste Begegnung (Nr. 118) konnte Corinthians mit einem 6:4 am 28. Januar 1953 in einem Pokalspiel im Estádio do Pacaembu für sich entscheiden.
- In den neunundneunzig Jahren Derbygeschichte kam es nur im Jahr 1924 zu keinem Aufeinandertreffen der Erzrivalen.
- Dagegen kam es im Jahr 1999 zu einem Rekord von acht Begegnungen innerhalb eines Kalenderjahres.

## Die Statistik
| Stand: 3. September 2023 | SC Corinthians Paulista | – | SE Palmeiras |

| Wettbewerb                               | Spiele | Siege | Remis | Siege | Tore      |
| ---------------------------------------- | ------ | ----- | ----- | ----- | --------- |
| CONMEBOL Copa Libertadores               | 6      | 3     | 0     | 3     | 10 : 10   |
| Brasilianische Meisterschaft             | 68     | 18    | 24    | 26    | 62 : 87   |
| Torneio Rio-São Paulo                    | 29     | 7     | 6     | 16    | 36 : 58   |
| Staatsmeisterschaft von São Paulo        | 216    | 80    | 65    | 71    | 290 : 304 |
| Torneio dos Campeões                     | 2      | 0     | 1     | 1     | 1 : 2     |
| Einladungsturniere / Freundschaftsspiele | 57     | 21    | 19    | 17    | 95 : 80   |
| Gesamt                                   | 378    | 129   | 115   | 134   | 494 : 541 |

| Wettbewerb                    | Titel | Zuletzt | Titel | Zuletzt |
| ----------------------------- | ----- | ------- | ----- | ------- |
| FIFA-Klub-Weltmeister         | 2     | 2012    | ---   | ---     |
| CONMEBOL Copa Libertadores    | 1     | 2012    | 3     | 2021    |
| CONMEBOL Recopa Sul-Americana | 1     | 2013    | 1     | 2022    |
| Brasilianischer Meister       | 7     | 2017    | 12    | 2023    |
| Brasilianischer Pokal         | 3     | 2009    | 4     | 2020    |
| Brasilianische Supercup       | 1     | 1991    | 1     | 2023    |
| Torneio Rio-São Paulo         | 5     | 2002    | 5     | 2000    |
| Staatsmeister von São Paulo   | 30    | 2019    | 25    | 2023    |

1. ↑  Gelistet sind nur aktuell ausgetragene Wettbewerbe.

## Alle Spiele
ohne = Remis

### Derbys Nr. 1–50
| Nr. | Wettbewerb                             | Datum                   | Heim | Gast | Ergebnis |
| --- | -------------------------------------- | ----------------------- | ---- | ---- | -------- |
| 1.  | Staatsmeisterschaft                    | So., 6. Mai 1917        | PAL  | COR  | 3 : 0    |
| 2.  | Staatsmeisterschaft                    | So., 5. August 1917     | COR  | PAL  | 1 : 3    |
| 3.  | Einweihung des Estádio da Ponte Grande | So., 17. März 1918      | COR  | PAL  | 3 : 3    |
| 4.  | Einweihung des Estádio da Ponte Grande | So., 24. März 1918      | PAL  | COR  | 4 : 2    |
| 5.  | Staatsmeisterschaft                    | So., 13. Mai 1918       | COR  | PAL  | 3 : 3    |
| 6.  | Torneio Início                         | So., 26. Januar 1919    | COR  | PAL  | 0 : 0    |
| 7.  | Taça Pinoni                            | Sa., 3. Mai 1919        | COR  | PAL  | 3 : 0    |
| 8.  | Freundschaftsspiel                     | Di., 13. Mai 1919       | COR  | PAL  | 1 : 2    |
| 9.  | Staatsmeisterschaft                    | So., 20. Juli 1919      | COR  | PAL  | 0 : 1    |
| 10. | Staatsmeisterschaft                    | So., 9. November 1919   | PAL  | COR  | 0 : 1    |
| 11. | Staatsmeisterschaft                    | So., 25. April 1920     | COR  | PAL  | 0 : 3    |
| 12. | Staatsmeisterschaft                    | So., 5. September 1920  | PAL  | COR  | 1 : 2    |
| 13. | Staatsmeisterschaft                    | So., 4. September 1921  | PAL  | COR  | 3 : 1    |
| 14. | Staatsmeisterschaft                    | So., 25. Dezember 1921  | COR  | PAL  | 3 : 0    |
| 15. | Staatsmeisterschaft                    | So., 8. Januar 1922     | COR  | PAL  | 0 : 0    |
| 16. | Staatsmeisterschaft                    | So., 23. April 1922     | PAL  | COR  | 2 : 2    |
| 17. | Taça Cântara Portugália                | So., 9. Juli 1922       | PAL  | COR  | 0 : 2    |
| 18. | Staatsmeisterschaft                    | So., 24. Dezember 1922  | PAL  | COR  | 3 : 2    |
| 19. | Torneio Início                         | So., 15. April 1923     | PAL  | COR  | 1 : 0    |
| 20. | Staatsmeisterschaft                    | So., 8. Juli 1923       | COR  | PAL  | 4 : 1    |
| 21. | Staatsmeisterschaft                    | So., 16. September 1923 | PAL  | COR  | 0 : 1    |
| 22. | Staatsmeisterschaft                    | So., 17. Mai 1925       | PAL  | COR  | 0 : 3    |
| 23. | Torneio Início                         | So., 11. April 1926     | COR  | PAL  | 2 : 1    |
| 24. | Staatsmeisterschaft                    | So., 15. August 1926    | PAL  | COR  | 3 : 2    |
| 25. | Taça Elixir Cabo Verde                 | Mi., 8. Dezember 1926   | PAL  | COR  | 0 : 1    |
| 26. | Staatsmeisterschaft                    | So., 21. August 1927    | PAL  | COR  | 3 : 1    |
| 27. | Staatsmeisterschaft                    | So., 11. März 1928      | PAL  | COR  | 1 : 3    |
| 28. | Taça Caridade                          | So., 25. März 1928      | PAL  | COR  | 1 : 0    |
| 29. | Staatsmeisterschaft                    | So., 23. September 1928 | COR  | PAL  | 3 : 0    |
| 30. | Staatsmeisterschaft                    | So., 16. Dezember 1928  | PAL  | COR  | 0 : 0    |
| 31. | Taça Conde Matarazzo                   | So., 23. Dezember 1928  | PAL  | COR  | 3 : 1    |
| 32. | Staatsmeisterschaft                    | So., 1. Dezember 1929   | PAL  | COR  | 1 : 4    |
| 33. | Staatsmeisterschaft                    | So., 4. Mai 1930        | COR  | PAL  | 0 : 1    |
| 34. | Taça Hospital Humberto I               | So., 27. Juli 1930      | PAL  | COR  | 3 : 2    |
| 35. | Staatsmeisterschaft                    | So., 24. August 1930    | PAL  | COR  | 4 : 0    |
| 36. | Staatsmeisterschaft                    | So., 29. März 1931      | PAL  | COR  | 3 : 1    |
| 37. | Freundschaftsspiel                     | Mo., 7. September 1931  | PAL  | COR  | 2 : 0    |
| 38. | Freundschaftsspiel                     | So., 13. September 1931 | COR  | PAL  | 1 : 1    |
| 39. | Staatsmeisterschaft                    | Mo., 15. November 1931  | COR  | PAL  | 2 : 3    |
| 40. | Staatsmeisterschaft                    | Mo., 6. November 1932   | PAL  | COR  | 3 : 0    |
| 41. | Staatsmeisterschaft                    | So., 7. Mai 1933        | PAL  | COR  | 5 : 1    |
| 42. | Staatsmeisterschaft                    | So., 5. November 1933   | PAL  | COR  | 8 : 0    |
| 43. | Staatsmeisterschaft                    | So., 6. Mai 1934        | COR  | PAL  | 1 : 2    |
| 44. | Staatsmeisterschaft                    | So., 5. August 1934     | PAL  | COR  | 3 : 1    |
| 45. | Torneio Nacional                       | So., 30. September 1934 | COR  | PAL  | 2 : 0    |
| 46. | Freundschaftsspiel                     | So., 23. Dezember 1934  | COR  | PAL  | 1 : 0    |
| 47. | Torneio Início                         | So., 12. Mai 1935       | PAL  | COR  | 0 : 0    |
| 48. | Staatsmeisterschaft                    | So., 4. August 1935     | COR  | PAL  | 4 : 1    |
| 49. | Staatsmeisterschaft                    | So., 24. November 1935  | PAL  | COR  | 2 : 1    |
| 50. | Staatsmeisterschaft                    | So., 26. April 1936     | COR  | PAL  | 2 : 1    |

### Derbys Nr. 51–100
| Nr.  | Wettbewerb                   | Datum                   | Heim | Gast | Ergebnis |
| ---- | ---------------------------- | ----------------------- | ---- | ---- | -------- |
| 51.  | Staatsmeisterschaft          | So., 28. Februar 1937   | PAL  | COR  | 1 : 1    |
| 52.  | Staatsmeisterschaft          | So., 25. April 1937     | PAL  | COR  | 1 : 0    |
| 53.  | Staatsmeisterschaft          | So., 2. Mai 1937        | COR  | PAL  | 0 : 0    |
| 54.  | Staatsmeisterschaft (Finale) | So., 9. Mai 1937        | PAL  | COR  | 2 : 1    |
| 55.  | Staatsmeisterschaft          | Di., 7. September 1937  | COR  | PAL  | 1 : 2    |
| 56.  | Staatsmeisterschaft          | So., 14. November 1937  | PAL  | COR  | 0 : 1    |
| 57.  | Taça Embaixatriz Logacomo    | Fr., 13. Mai 1938       | COR  | PAL  | 2 : 2    |
| 58.  | Taça Embaixatriz Logacomo    | Mi., 25. Mai 1938       | PAL  | COR  | 4 : 1    |
| 59.  | Taça Henrique Mündel         | So., 3. Juli 1938       | COR  | PAL  | 0 : 0    |
| 60.  | Torneio Nacional             | So., 21. August 1938    | PAL  | COR  | 0 : 0    |
| 61.  | Torneio Nacional             | So., 18. September 1938 | PAL  | COR  | 2 : 1    |
| 62.  | Staatsmeisterschaft          | So., 23. Oktober 1938   | COR  | PAL  | 1 : 1    |
| 63.  | Staatsmeisterschaft          | So., 4. Juni 1939       | COR  | PAL  | 3 : 3    |
| 64.  | Staatsmeisterschaft          | So., 17. September 1939 | PAL  | COR  | 0 : 1    |
| 65.  | Freundschaftsspiel           | So., 21. April 1940     | PAL  | COR  | 1 : 2    |
| 66.  | Torneio Nacional             | So., 5. Mai 1940        | COR  | PAL  | 1 : 2    |
| 67.  | Taça Duque de Caxias         | So., 21. Juli 1940      | PAL  | COR  | 1 : 1    |
| 68.  | Staatsmeisterschaft          | So., 18. August 1940    | COR  | PAL  | 2 : 0    |
| 69.  | Staatsmeisterschaft          | So., 1. Dezember 1940   | PAL  | COR  | 1 : 1    |
| 70.  | Taça Duque de Caxias         | Mi., 12. März 1941      | COR  | PAL  | 2 : 1    |
| 71.  | Staatsmeisterschaft          | So., 22. Juni 1941      | PAL  | COR  | 1 : 1    |
| 72.  | Staatsmeisterschaft          | So., 12. Oktober 1941   | COR  | PAL  | 0 : 2    |
| 73.  | Torneio Quinela de Ouro      | Sa., 28. März 1942      | COR  | PAL  | 4 : 1    |
| 74.  | Taça Manoel Correa           | Mi., 27. Mai 1942       | COR  | PAL  | 4 : 1    |
| 75.  | Staatsmeisterschaft          | So., 28. Juni 1942      | PAL  | COR  | 1 : 1    |
| 76.  | Taça Cidade de São Paulo     | Mi., 15. Juli 1942      | COR  | PAL  | 4 : 2    |
| 77.  | Staatsmeisterschaft          | So., 4. Oktober 1942    | COR  | PAL  | 3 : 1    |
| 78.  | Staatsmeisterschaft          | So., 23. Mai 1943       | PAL  | COR  | 2 : 0    |
| 79.  | Taça Cidade de São Paulo     | Do., 1. Juli 1943       | COR  | PAL  | 3 : 1    |
| 80.  | Staatsmeisterschaft          | So., 19. September 1943 | PAL  | COR  | 3 : 1    |
| 81.  | Taça Cidade de São Paulo     | Do., 5. März 1944       | PAL  | COR  | 1 : 4    |
| 82.  | Torneio Início               | So., 12. März 1944      | COR  | PAL  | 1 : 0    |
| 83.  | Staatsmeisterschaft          | So., 30. April 1944     | COR  | PAL  | 1 : 4    |
| 84.  | Staatsmeisterschaft          | So., 27. August 1944    | PAL  | COR  | 1 : 2    |
| 85.  | Taça Cidade de São Paulo     | So., 18. März 1945      | PAL  | COR  | 1 : 1    |
| 86.  | Staatsmeisterschaft          | So., 10. Juni 1945      | PAL  | COR  | 2 : 2    |
| 87.  | Staatsmeisterschaft          | So., 2. September 1945  | COR  | PAL  | 2 : 1    |
| 88.  | Troféu Antonio Feliciano     | Sa., 13. Oktober 1945   | PAL  | COR  | 3 : 1    |
| 89.  | Freundschaftsspiel           | So., 30. Dezember 1945  | COR  | PAL  | 3 : 3    |
| 90.  | Taça Cidade de São Paulo     | So., 10. März 1946      | PAL  | COR  | 4 : 1    |
| 91.  | Staatsmeisterschaft          | So., 30. Juni 1946      | COR  | PAL  | 1 : 0    |
| 92.  | Staatsmeisterschaft          | So., 20. Oktober 1946   | COR  | PAL  | 4 : 2    |
| 93.  | Freundschaftsspiel           | Mi., 7. Mai 1947        | PAL  | COR  | 2 : 1    |
| 94.  | Staatsmeisterschaft          | So., 20. Juli 1947      | COR  | PAL  | 1 : 3    |
| 95.  | Staatsmeisterschaft          | So., 23. November 1947  | COR  | PAL  | 2 : 0    |
| 96.  | Taça Cidade de São Paulo     | So., 25. April 1948     | PAL  | COR  | 6 : 0    |
| 97.  | Taça Cidade de São Paulo     | So., 9. Mai 1948        | COR  | PAL  | 1 : 1    |
| 98.  | Staatsmeisterschaft          | So., 5. September 1948  | PAL  | COL  | 1 : 1    |
| 99.  | Troféu Otto Barcello         | Mi., 22. September 1948 | COR  | PAL  | 1 : 2    |
| 100. | Staatsmeisterschaft          | So., 26. Dezember 1948  | PAL  | COR  | 1 : 2    |

### Derbys Nr. 101–150
| Nr.  | Wettbewerb                                  | Datum                   | Heim | Gast | Ergebnis |
| ---- | ------------------------------------------- | ----------------------- | ---- | ---- | -------- |
| 101. | Taça R. Monteiro                            | So., 9. Januar 1949     | COR  | PAL  | 3 : 2    |
| 102. | Freundschaftsspiel                          | Sa., 14. Mai 1949       | COR  | PAL  | 4 : 3    |
| 103. | Staatsmeisterschaft                         | So., 14. August 1949    | COR  | PAL  | 1 : 0    |
| 104. | Staatsmeisterschaft                         | So., 13. November 1949  | PAL  | COR  | 1 : 1    |
| 105. | Torneio Rio-São Paulo                       | Sa., 14. Januar 1950    | COR  | PAL  | 3 : 2    |
| 106. | Torneio Quadrangular Prefeito Lineu Prestes | Do., 18. Mai 1950       | COR  | PAL  | 1 : 1    |
| 107. | Staatsmeisterschaft                         | So., 24. September 1950 | PAL  | COR  | 2 : 2    |
| 108. | Staatsmeisterschaft                         | So., 7. Januar 1951     | PAL  | COR  | 1 : 3    |
| 109. | Torneio Rio-São Paulo                       | Sa., 24. März 1951      | COR  | PAL  | 3 : 0    |
| 110. | Torneio Rio-São Paulo                       | So., 8. April 1951      | PAL  | COR  | 3 : 2    |
| 111. | Torneio Rio-São Paulo                       | Mi., 11. April 1951     | COR  | PAL  | 1 : 3    |
| 112. | Staatsmeisterschaft                         | So., 7. Oktober 1951    | PAL  | COR  | 3 : 2    |
| 113. | Staatsmeisterschaft                         | So., 27. Januar 1952    | COR  | PAL  | 3 : 1    |
| 114. | Torneio Rio-São Paulo                       | Sa., 2. Februar 1952    | COR  | PAL  | 1 : 2    |
| 115. | Torneio Quadrangular                        | So., 6. Juli 1952       | COR  | PAL  | 1 : 1    |
| 116. | Taça Cidade de São Paulo                    | Mi., 27. August 1952    | COR  | PAL  | 5 : 1    |
| 117. | Staatsmeisterschaft                         | So., 2. November 1952   | COR  | PAL  | 2 : 1    |
| 118. | Staatsmeisterschaft                         | So., 18. Januar 1953    | PAL  | COR  | 4 : 6    |
| 119. | Taça Tibiriça                               | So., 8. März 1953       | COR  | PAL  | 1 : 0    |
| 120. | Torneio Rio-São Paulo                       | So., 24. Mai 1953       | COR  | PAL  | 3 : 3    |
| 121. | Staatsmeisterschaft                         | So., 11. Oktober 1953   | COR  | PAL  | 2 : 2    |
| 122. | Staatsmeisterschaft                         | So., 17. Januar 1954    | COR  | PAL  | 2 : 1    |
| 123. | Torneio Rio-São Paulo                       | Sa., 10. Juli 1954      | COR  | PAL  | 1 : 0    |
| 124. | Taça Charles Miller                         | Mi., 21. Juli 1954      | COR  | PAL  | 3 : 0    |
| 125. | Torneio Início                              | So., 1. August 1954     | COR  | PAL  | 0 : 0    |
| 126. | Freundschaftsspiel                          | So., 29. August 1954    | PAL  | COR  | 1 : 0    |
| 127. | Staatsmeisterschaft                         | So., 31. Oktober 1954   | PAL  | COR  | 2 : 3    |
| 128. | Staatsmeisterschaft (Finale)                | So., 6. Februar 1955    | COR  | PAL  | 1 : 1    |
| 129. | Torneio Rio-São Paulo                       | So., 1. Mai 1955        | PAL  | COR  | 2 : 1    |
| 130. | Taça Charles Miller                         | Mi., 22. Juni 1955      | PAL  | COR  | 1 : 2    |
| 131. | Staatsmeisterschaft                         | So., 16. Oktober 1955   | COR  | PAL  | 4 : 2    |
| 132. | Staatsmeisterschaft                         | So., 15. Januar 1956    | COR  | PAL  | 2 : 0    |
| 133. | Torneio Roberto Gomes Pedrosa               | So., 15. April 1956     | PAL  | COR  | 1 : 2    |
| 134. | Taça Charles Miller                         | So., 27. Mai 1956       | COR  | PAL  | 0 : 1    |
| 135. | Staatsmeisterschaft                         | So., 12. August 1956    | COR  | PAL  | 1 : 0    |
| 136. | Staatsmeisterschaft                         | So., 7. Oktober 1956    | PAL  | COR  | 4 : 4    |
| 137. | Staatsmeisterschaft                         | Sa., 15. Dezember 1956  | PAL  | COR  | 1 : 1    |
| 138. | Torneio Rio-São Paulo                       | Mi., 22. Mai 1957       | COR  | PAL  | 1 : 1    |
| 139. | Staatsmeisterschaft                         | So., 29. September 1957 | COR  | PAL  | 1 : 1    |
| 140. | Staatsmeisterschaft                         | So., 17. November 1957  | COR  | PAL  | 1 : 0    |
| 141. | Staatsmeisterschaft                         | Mi., 27. November 1957  | COR  | PAL  | 3 : 1    |
| 142. | Torneio Rio-São Paulo                       | Sa., 15. März 1958      | COR  | PAL  | 2 : 1    |
| 143. | Torneio Início                              | Sa., 17. Mai 1958       | PAL  | COR  | 1 : 0    |
| 144. | Staatsmeisterschaft                         | Do., 21. August 1958    | PAL  | COR  | 4 : 0    |
| 145. | Staatsmeisterschaft                         | Mi., 5. November 1958   | COR  | PAL  | 1 : 2    |
| 146. | Troféu Roberto Ugolini                      | Di., 24. März 1959      | COR  | PAL  | 3 : 3    |
| 147. | Torneio Rio-São Paulo                       | So., 10. Mai 1959       | PAL  | COR  | 2 : 1    |
| 148. | Staatsmeisterschaft                         | So., 16. August 1959    | PAL  | COR  | 1 : 1    |
| 149. | Staatsmeisterschaft                         | Mi., 25. November 1959  | PAL  | COR  | 3 : 0    |
| 150. | Torneio Rio-São Paulo                       | Do., 14. April 1960     | COR  | PAL  | 1 : 0    |

### Derbys Nr. 151–200
| Nr.  | Wettbewerb                        | Datum                   | Heim | Gast | Ergebnis |
| ---- | --------------------------------- | ----------------------- | ---- | ---- | -------- |
| 151. | Troféu Roberto Ugolini            | So., 8. Mai 1960        | COR  | PAL  | 2 : 1    |
| 152. | Staatsmeisterschaft               | Mi., 17. August 1960    | COR  | PAL  | 2 : 1    |
| 153. | Staatsmeisterschaft               | Do., 3. November 1960   | PAL  | COR  | 1 : 1    |
| 154. | Torneio Rio-São Paulo             | So., 2. April 1961      | COR  | PAL  | 3 : 3    |
| 155. | Staatsmeisterschaft               | Mi., 13. September 1961 | PAL  | COR  | 1 : 1    |
| 156. | Staatsmeisterschaft               | Do., 26. Oktober 1961   | COR  | PAL  | 1 : 1    |
| 157. | Torneio Rio-São Paulo             | So., 22. April 1962     | PAL  | COR  | 3 : 0    |
| 158. | Staatsmeisterschaft               | So., 30. September 1962 | COR  | PAL  | 3 : 1    |
| 159. | Staatsmeisterschaft               | So., 9. Dezember 1962   | COR  | PAL  | 3 : 0    |
| 160. | Torneio Rio-São Paulo             | Sa., 23. Februar 1963   | PAL  | COR  | 1 : 0    |
| 161. | Staatsmeisterschaft               | So., 15. September 1963 | PAL  | COR  | 2 : 0    |
| 162. | Staatsmeisterschaft               | Mi., 4. Dezember 1963   | PAL  | COR  | 5 : 2    |
| 163. | Torneio Rio-São Paulo             | Sa., 18. April 1964     | PAL  | COR  | 2 : 1    |
| 164. | Staatsmeisterschaft               | So., 13. September 1964 | COR  | PAL  | 1 : 0    |
| 165. | Staatsmeisterschaft               | So., 29. November 1964  | PAL  | COR  | 4 : 1    |
| 166. | Torneio Rio-São Paulo             | Mi., 24. Februar 1965   | COR  | PAL  | 2 : 2    |
| 167. | Torneio Rio-São Paulo             | Mi., 5. Mai 1965        | COR  | PAL  | 0 : 1    |
| 168. | Staatsmeisterschaft               | So., 12. September 1965 | PAL  | COR  | 0 : 0    |
| 169. | Staatsmeisterschaft               | So., 5. Dezember 1965   | PAL  | COR  | 1 : 0    |
| 170. | Torneio Rio-São Paulo             | So., 20. März 1966      | COR  | PAL  | 1 : 2    |
| 171. | Staatsmeisterschaft               | So., 2. Oktober 1966    | COR  | PAL  | 1 : 0    |
| 172. | Staatsmeisterschaft (Finale)      | So., 11. Dezember 1966  | PAL  | COR  | 0 : 1    |
| 173. | Torneio Roberto Gomes Pedrosa     | Do., 9. März 1967       | PAL  | COR  | 2 : 1    |
| 174. | Torneio Roberto Gomes Pedrosa     | Mi., 24. Mai 1967       | COR  | PAL  | 2 : 2    |
| 175. | Torneio Roberto Gomes Pedrosa     | So., 4. Juni 1967       | PAL  | COR  | 1 : 0    |
| 176. | Staatsmeisterschaft               | So., 30. Juli 1967      | COR  | PAL  | 2 : 1    |
| 177. | Staatsmeisterschaft               | So., 19. November 1967  | PAL  | COR  | 2 : 0    |
| 178. | Staatsmeisterschaft               | So., 10. März 1968      | COR  | PAL  | 2 : 1    |
| 179. | Staatsmeisterschaft               | Sa., 11. Mai 1968       | COR  | PAL  | 2 : 2    |
| 180. | Torneio Roberto Gomes Pedrosa     | Sa., 16. November 1968  | PAL  | COR  | 2 : 0    |
| 181. | Torneio Início                    | So., 12. Januar 1969    | PAL  | COR  | 2 : 0    |
| 182. | Staatsmeisterschaft               | So., 30. März 1969      | COR  | PAL  | 2 : 0    |
| 183. | Staatsmeisterschaft               | So., 11. Mai 1969       | PAL  | COR  | 2 : 0    |
| 184. | Staatsmeisterschaft               | So., 22. Juni 1969      | PAL  | COR  | 3 : 2    |
| 185. | Torneio Roberto Gomes Pedrosa     | Sa., 15. November 1969  | PAL  | COR  | 1 : 0    |
| 186. | Torneio Roberto Gomes Pedrosa     | Sa., 30. November 1969  | COR  | PAL  | 0 : 0    |
| 187. | Torneio Quadrangular              | So., 15. März 1970      | PAL  | COR  | 2 : 2    |
| 188. | Taça Cidade de São Paulo          | Sa., 4. April 1970      | PAL  | COR  | 3 : 1    |
| 189. | Taça Cidade de São Paulo          | Sa., 11. April 1970     | COR  | PAL  | 0 : 0    |
| 190. | Staatsmeisterschaft               | So., 26. Juli 1970      | COR  | PAL  | 2 : 1    |
| 191. | Staatsmeisterschaft               | So., 16. August 1970    | PAL  | COR  | 1 : 0    |
| 192. | Torneio Roberto Gomes Pedrosa     | So., 22. November 1970  | COR  | PAL  | 1 : 1    |
| 193. | Staatsmeisterschaft               | So., 25. April 1971     | COR  | PAL  | 4 : 3    |
| 194. | Staatsmeisterschaft               | So., 13. Juni 1971      | COR  | PAL  | 0 : 0    |
| 195. | Brasilianische Meisterschaft 1971 | Mi., 15. August 1971    | COR  | PAL  | 0 : 0    |
| 196. | Freundschaftsspiel                | Do., 27. Januar 1972    | COR  | PAL  | 1 : 1    |
| 197. | Staatsmeisterschaft               | So., 23. April 1972     | COR  | PAL  | 1 : 1    |
| 198. | Staatsmeisterschaft               | So., 30. Juli 1972      | PAL  | COR  | 0 : 0    |
| 199. | Brasilianische Meisterschaft 1972 | Mi., 1. November 1972   | COR  | PAL  | 1 : 0    |
| 200. | Taça Laudo Natel                  | Sa., 3. März 1973       | COR  | PAL  | 2 : 1    |

### Derbys Nr. 201–250
| Nr.  | Wettbewerb                        | Datum                   | Heim | Gast | Ergebnis |
| ---- | --------------------------------- | ----------------------- | ---- | ---- | -------- |
| 201. | Staatsmeisterschaft               | Mi., 4. April 1973      | PAL  | COR  | 1 : 1    |
| 202. | Taça Cidade de São Paulo          | Sa., 26. Mai 1973       | PAL  | COR  | 1 : 0    |
| 203. | Staatsmeisterschaft               | So., 5. August 1973     | COR  | PAL  | 1 : 1    |
| 204. | Brasilianische Meisterschaft 1973 | So., 18. November 1973  | COR  | PAL  | 1 : 2    |
| 205. | Brasilianische Meisterschaft 1974 | So., 27. Januar 1974    | PAL  | COR  | 0 : 0    |
| 206. | Brasilianische Meisterschaft 1974 | Mi., 17. März 1974      | COR  | PAL  | 0 : 0    |
| 207. | Staatsmeisterschaft               | So., 18. August 1974    | COR  | PAL  | 3 : 1    |
| 208. | Staatsmeisterschaft               | So., 15. Dezember 1974  | PAL  | COR  | 4 : 1    |
| 209. | Staatsmeisterschaft (Finale)      | Mi., 18. Dezember 1974  | COR  | PAL  | 1 : 1    |
| 210. | Staatsmeisterschaft (Finale)      | So., 22. Dezember 1974  | PAL  | COR  | 1 : 0    |
| 211. | Taça Laudo Natel                  | So., 23. Februar 1975   | COR  | PAL  | 0 : 0    |
| 212. | Staatsmeisterschaft               | So., 11. Mai 1975       | PAL  | COR  | 2 : 1    |
| 213. | Staatsmeisterschaft               | So., 15. Juni 1975      | PAL  | COR  | 0 : 2    |
| 214. | Staatsmeisterschaft               | Do., 7. August 1975     | PAL  | COR  | 1 : 2    |
| 215. | Brasilianische Meisterschaft 1975 | So., 21. September 1975 | PAL  | COR  | 1 : 1    |
| 216. | Brasilianische Meisterschaft 1975 | So., 30. November 1975  | COR  | PAL  | 1 : 0    |
| 217. | Taça Governador do Estado         | Mi., 21. Januar 1976    | PAL  | COR  | 1 : 1    |
| 218. | Staatsmeisterschaft               | So., 20. Juni 1976      | PAL  | COR  | 1 : 1    |
| 219. | Staatsmeisterschaft               | So., 22. August 1976    | COR  | PAL  | 1 : 2    |
| 220. | Brasilianische Meisterschaft 1976 | So., 7. November 1976   | PAL  | COR  | 0 : 0    |
| 221. | Staatsmeisterschaft               | So., 8. Mai 1977        | COR  | PAL  | 0 : 0    |
| 222. | Staatsmeisterschaft               | So., 24. Juli 1977      | PAL  | COR  | 4 : 2    |
| 223. | Taça G. do Estado                 | So., 7. August 1977     | COR  | PAL  | 2 : 0    |
| 224. | Staatsmeisterschaft               | Mi., 31. August 1977    | COR  | PAL  | 1 : 0    |
| 225. | Staatsmeisterschaft               | So., 18. September 1977 | COR  | PAL  | 2 : 0    |
| 226. | Staatsmeisterschaft               | So., 24. September 1978 | COR  | PAL  | 0 : 2    |
| 227. | Staatsmeisterschaft               | So., 12. November 1978  | COR  | PAL  | 3 : 0    |
| 228. | Staatsmeisterschaft               | So., 18. Februar 1979   | COR  | PAL  | 0 : 0    |
| 229. | Staatsmeisterschaft               | So., 20. Mai 1979       | COR  | PAL  | 0 : 2    |
| 230. | Staatsmeisterschaft               | So., 19. August 1979    | COR  | PAL  | 1 : 3    |
| 231. | Staatsmeisterschaft               | So., 21. Oktober 1979   | PAL  | COR  | 1 : 1    |
| 232. | Staatsmeisterschaft               | So., 27. Januar 1980    | PAL  | COR  | 1 : 1    |
| 233. | Staatsmeisterschaft               | Mi., 30. Januar 1980    | COR  | PAL  | 1 : 0    |
| 234. | Staatsmeisterschaft               | So., 20. Juli 1980      | COR  | PAL  | 0 : 1    |
| 235. | Staatsmeisterschaft               | So., 7. September 1980  | PAL  | COR  | 1 : 2    |
| 236. | Staatsmeisterschaft               | So., 21. Juni 1981      | PAL  | COR  | 2 : 1    |
| 237. | Staatsmeisterschaft               | Do., 6. August 1981     | COR  | PAL  | 0 : 1    |
| 238. | Staatsmeisterschaft               | So., 11. Oktober 1981   | COR  | PAL  | 0 : 0    |
| 239. | Taça dos Campeões                 | Di., 4. Mai 1982        | COR  | PAL  | 1 : 1    |
| 240. | Taça dos Campeões                 | So., 23. Mai 1982       | COR  | PAL  | 0 : 1    |
| 241. | Staatsmeisterschaft               | So., 1. August 1982     | COR  | PAL  | 5 : 1    |
| 242. | Staatsmeisterschaft               | So., 31. Oktober 1982   | PAL  | COR  | 0 : 0    |
| 243. | Staatsmeisterschaft               | So., 26. Juni 1983      | COR  | PAL  | 1 : 2    |
| 244. | Staatsmeisterschaft               | So., 25. September 1983 | PAL  | COR  | 1 : 1    |
| 245. | Staatsmeisterschaft               | So., 4. Dezember 1983   | PAL  | COR  | 1 : 1    |
| 246. | Staatsmeisterschaft               | Do., 8. Dezember 1983   | COR  | PAL  | 1 : 0    |
| 247. | Staatsmeisterschaft               | So., 19. August 1984    | PAL  | COR  | 0 : 2    |
| 248. | Staatsmeisterschaft               | So., 4. November 1984   | COR  | PAL  | 2 : 1    |
| 249. | Staatsmeisterschaft               | So., 18. August 1985    | COR  | PAL  | 1 : 0    |
| 250. | Staatsmeisterschaft               | So., 13. Oktober 1985   | PAL  | COR  | 3 : 0    |

### Derbys Nr. 251–300
| Nr.  | Wettbewerb                                 | Datum                   | Heim | Gast | Ergebnis |
| ---- | ------------------------------------------ | ----------------------- | ---- | ---- | -------- |
| 251. | Staatsmeisterschaft                        | So., 27. April 1986     | PAL  | COR  | 2 : 0    |
| 252. | Staatsmeisterschaft                        | So., 3. August 1986     | COR  | PAL  | 1 : 5    |
| 253. | Staatsmeisterschaft                        | So., 24. August 1986    | COR  | PAL  | 1 : 0    |
| 254. | Staatsmeisterschaft                        | Mi., 27. August 1986    | PAL  | COR  | 3 : 0    |
| 255. | Torneio Quadrangular                       | So., 15. März 1987      | COR  | PAL  | 1 : 1    |
| 256. | Staatsmeisterschaft                        | So., 12. April 1987     | PAL  | COR  | 2 : 0    |
| 257. | Staatsmeisterschaft                        | So., 21. Juni 1987      | COR  | PAL  | 3 : 0    |
| 258. | Brasilianische Meisterschaft 1987          | So., 25. Oktober 1987   | COR  | PAL  | 0 : 0    |
| 259. | Staatsmeisterschaft                        | So., 15. Mai 1988       | COR  | PAL  | 1 : 1    |
| 260. | Staatsmeisterschaft                        | Mi., 29. Juni 1988      | COR  | PAL  | 0 : 0    |
| 261. | Staatsmeisterschaft                        | Mi., 13. Juli 1988      | PAL  | COR  | 0 : 0    |
| 262. | Brasilianische Meisterschaft 1988          | So., 9. Oktober 1988    | COR  | PAL  | 0 : 2    |
| 263. | Staatsmeisterschaft                        | So., 16. April 1989     | COR  | PAL  | 0 : 2    |
| 264. | Brasilianische Meisterschaft 1989          | So., 10. Dezember 1989  | PAL  | COR  | 0 : 1    |
| 265. | Staatsmeisterschaft                        | So., 1. April 1990      | PAL  | COR  | 0 : 0    |
| 266. | Taça Vicente Matheus                       | Fr., 1. Juni 1990       | COR  | PAL  | 2 : 1    |
| 267. | Brasilianische Meisterschaft 1990          | So., 9. September 1990  | COR  | PAL  | 2 : 1    |
| 268. | Brasilianische Meisterschaft 1991          | So., 17. März 1991      | COR  | PAL  | 0 : 0    |
| 269. | Staatsmeisterschaft                        | So., 1. September 1991  | COR  | PAL  | 0 : 1    |
| 270. | Staatsmeisterschaft                        | So., 13. Oktober 1991   | PAL  | COR  | 2 : 1    |
| 271. | Brasilianische Meisterschaft 1992          | So., 29. März 1992      | PAL  | COR  | 1 : 2    |
| 272. | Staatsmeisterschaft                        | So., 30. August 1992    | PAL  | COR  | 2 : 2    |
| 273. | Staatsmeisterschaft                        | So., 18. Oktober 1992   | COR  | PAL  | 0 : 0    |
| 274. | Staatsmeisterschaft                        | So., 8. November 1992   | COR  | PAL  | 0 : 1    |
| 275. | Staatsmeisterschaft                        | So., 29. November 1992  | PAL  | COR  | 1 : 2    |
| 276. | Staatsmeisterschaft                        | So., 14. Februar 1993   | PAL  | COR  | 2 : 0    |
| 277. | Staatsmeisterschaft                        | So., 2. Mai 1993        | COR  | PAL  | 3 : 0    |
| 278. | Staatsmeisterschaft (Finale)               | So., 6. Juni 1993       | COR  | PAL  | 1 : 0    |
| 279. | Staatsmeisterschaft (Finale)               | Sa., 12. Juni 1993      | PAL  | COR  | 4 : 0    |
| 280. | Torneio Rio-São Paulo                      | Mi., 4. August 1993     | PAL  | COR  | 2 : 0    |
| 281. | Torneio Rio-São Paulo                      | Sa., 7. August 1993     | COR  | PAL  | 0 : 0    |
| 282. | Staatsmeisterschaft                        | So., 13. März 1994      | COR  | PAL  | 1 : 0    |
| 283. | Staatsmeisterschaft                        | So., 15. Mai 1994       | PAL  | COR  | 2 : 1    |
| 284. | Brasilianische Meisterschaft 1994          | So., 13. November 1994  | PAL  | COR  | 4 : 1    |
| 285. | Brasilianische Meisterschaft 1994 (Finale) | Do., 15. Dezember 1994  | COR  | PAL  | 1 : 3    |
| 286. | Brasilianische Meisterschaft 1994 (Finale) | So., 18. Dezember 1994  | PAL  | COR  | 1 : 1    |
| 287. | Staatsmeisterschaft                        | So., 2. April 1995      | COR  | PAL  | 2 : 1    |
| 288. | Staatsmeisterschaft                        | So., 21. Mai 1995       | PAL  | COR  | 3 : 1    |
| 289. | Staatsmeisterschaft (Finale)               | So., 30. Juli 1995      | PAL  | COR  | 1 : 1    |
| 290. | Staatsmeisterschaft (Finale)               | So., 6. August 1995     | COR  | PAL  | 2 : 1    |
| 291. | Brasilianische Meisterschaft 1995          | So., 17. September 1995 | COR  | PAL  | 0 : 2    |
| 292. | Staatsmeisterschaft                        | So., 3. März 1996       | COR  | PAL  | 1 : 3    |
| 293. | Staatsmeisterschaft                        | So., 5. Mai 1996        | PAL  | COR  | 2 : 2    |
| 294. | Brasilianische Meisterschaft 1996          | Mi., 23. Oktober 1996   | PAL  | COR  | 2 : 2    |
| 295. | Staatsmeisterschaft                        | So., 9. März 1997       | COR  | PAL  | 2 : 2    |
| 296. | Staatsmeisterschaft                        | Sa., 19. April 1997     | PAL  | COR  | 2 : 5    |
| 297. | Staatsmeisterschaft                        | So., 1. Juni 1997       | COR  | PAL  | 2 : 0    |
| 298. | Brasilianische Meisterschaft 1997          | So., 28. September 1997 | COR  | PAL  | 2 : 2    |
| 299. | Torneio Rio-Sao Pãulo                      | Sa., 24. Januar 1998    | PAL  | COR  | 4 : 2    |
| 300. | Torneio Rio-Sao Pãulo                      | Sa., 7. Februar 1998    | COR  | PAL  | 1 : 2    |

### Derbys Nr. 301–350
| Nr.  | Wettbewerb                        | Datum                   | Heim | Gast | Ergebnis          |
| ---- | --------------------------------- | ----------------------- | ---- | ---- | ----------------- |
| 301. | Staatsmeisterschaft               | So., 15. März 1998      | COR  | PAL  | 1 : 1             |
| 302. | Staatsmeisterschaft               | So., 5. April 1998      | PAL  | COR  | 1 : 1             |
| 303. | Taça Governador da Bahia          | Do., 16. Juli 1998      | COR  | PAL  | 1 : 1             |
| 304. | Brasilianische Meisterschaft 1998 | Sa., 3. Oktober 1998    | PAL  | COR  | 3 : 1             |
| 305. | CONMEBOL Copa Libertadores 1999   | Sa., 27. Februar 1999   | PAL  | COR  | 1 : 0             |
| 306. | CONMEBOL Copa Libertadores 1999   | Mi., 17. März 1999      | COR  | PAL  | 2 : 1             |
| 307. | Staatsmeisterschaft               | So., 28. März 1999      | PAL  | COR  | 3 : 1             |
| 308. | CONMEBOL Copa Libertadores 1999   | Mi., 5. Mai 1999        | PAL  | COR  | 2 : 0             |
| 309. | CONMEBOL Copa Libertadores 1999   | Mi., 12. Mai 1999       | COR  | PAL  | 2 : 0 (2:4 i. E.) |
| 310. | Staatsmeisterschaft (Finale)      | So., 13. Juni 1999      | COR  | PAL  | 3 : 0             |
| 311. | Staatsmeisterschaft (Finale)      | So., 20. Juni 1999      | PAL  | COR  | 2 : 2             |
| 312. | Brasilianische Meisterschaft 1999 | So., 12. September 1999 | COR  | PAL  | 1 : 4             |
| 313. | Torneio Rio-São Paulo             | Do., 27. Januar 2000    | COR  | PAL  | 2 : 1             |
| 314. | Torneio Rio-São Paulo             | Mi., 9. Februar 2000    | PAL  | COR  | 3 : 1             |
| 315. | Staatsmeisterschaft               | So., 7. Mai 2000        | COR  | PAL  | 2 : 2             |
| 316. | Staatsmeisterschaft               | So., 21. Mai 2000       | PAL  | COR  | 2 : 4             |
| 317. | CONMEBOL Copa Libertadores 2000   | Di., 30. Mai 2000       | COR  | PAL  | 4 : 3             |
| 318. | CONMEBOL Copa Libertadores 2000   | Di., 6. Juni 2000       | PAL  | COR  | 3 : 2 (5:4 i. E.) |
| 319. | Brasilianische Meisterschaft 2000 | Mi., 16. August 2000    | PAL  | COR  | 0 : 1             |
| 320. | Staatsmeisterschaft               | So., 11. Februar 2001   | PAL  | COR  | 1 : 2             |
| 321. | Brasilianische Meisterschaft 2001 | Mi., 3. Oktober 2001    | COR  | PAL  | 4 : 2             |
| 322. | Torneio Rio-São Paulo             | So., 7. April 2002      | PAL  | COR  | 0 : 0             |
| 323. | Brasilianische Meisterschaft 2002 | Mi., 23. Oktober 2002   | COR  | PAL  | 2 : 2             |
| 324. | Staatsmeisterschaft               | Mi., 5. März 2003       | PAL  | COR  | 2 : 2             |
| 325. | Staatsmeisterschaft               | Sa., 8. März 2003       | COR  | PAL  | 4 : 2             |
| 326. | Brasilianische Meisterschaft 2004 | So., 2. Mai 2004        | COR  | PAL  | 0 : 4             |
| 327. | Brasilianische Meisterschaft 2004 | So., 29. August 2004    | PAL  | COR  | 0 : 1             |
| 328. | Staatsmeisterschaft               | So., 20. März 2005      | COR  | PAL  | 2 : 0             |
| 329. | Brasilianische Meisterschaft 2005 | So., 10. Juli 2005      | COR  | PAL  | 3 : 1             |
| 330. | Brasilianische Meisterschaft 2005 | So., 16. Oktober 2005   | PAL  | COR  | 1 : 1             |
| 331. | Staatsmeisterschaft               | So., 26. März 2006      | PAL  | COR  | 1 : 1             |
| 332. | Brasilianische Meisterschaft 2006 | So., 16. Juli 2006      | PAL  | COR  | 1 : 0             |
| 333. | Brasilianische Meisterschaft 2006 | Mi., 25. Oktober 2006   | COR  | PAL  | 1 : 0             |
| 334. | Staatsmeisterschaft               | So., 4. März 2007       | COR  | PAL  | 0 : 3             |
| 335. | Brasilianische Meisterschaft 2007 | Sa., 30. Juni 2007      | COR  | PAL  | 0 : 1             |
| 336. | Brasilianische Meisterschaft 2007 | So., 23. September 2007 | PAL  | COR  | 1 : 0             |
| 337. | Staatsmeisterschaft               | So., 2. März 2008       | COR  | PAL  | 0 : 1             |
| 338. | Staatsmeisterschaft               | So., 8. März 2009       | PAL  | COR  | 1 : 1             |
| 339. | Brasilianische Meisterschaft 2009 | So., 26. Juli 2009      | COR  | PAL  | 0 : 3             |
| 340. | Brasilianische Meisterschaft 2009 | So., 1. November 2009   | PAL  | COR  | 2 : 2             |
| 341. | Staatsmeisterschaft               | So., 31. Januar 2010    | COR  | PAL  | 1 : 0             |
| 342. | Brasilianische Meisterschaft 2010 | So., 1. August 2010     | PAL  | COR  | 1 : 1             |
| 343. | Brasilianische Meisterschaft 2010 | So., 24. Oktober 2010   | COR  | PAL  | 1 : 0             |
| 344. | Staatsmeisterschaft               | So., 6. Februar 2011    | PAL  | COR  | 0 : 1             |
| 345. | Staatsmeisterschaft               | So., 1. Mai 2011        | COR  | PAL  | 1 : 1             |
| 346. | Brasilianische Meisterschaft 2011 | So., 28. August 2011    | PAL  | COR  | 2 : 1             |
| 347. | Brasilianische Meisterschaft 2011 | So., 4. Dezember 2011   | COR  | PAL  | 0 : 0             |
| 348. | Staatsmeisterschaft               | So., 25. März 2012      | COR  | PAL  | 2 : 1             |
| 349. | Brasilianische Meisterschaft 2012 | So., 24. Juni 2012      | COR  | PAL  | 2 : 1             |
| 350. | Brasilianische Meisterschaft 2012 | So., 16. September 2012 | PAL  | COR  | 0 : 2             |

### Derbys ab Nr. 351
| Nr.  | Wettbewerb                        | Datum                   | Heim | Gast | Ergebnis          |
| ---- | --------------------------------- | ----------------------- | ---- | ---- | ----------------- |
| 351. | Staatsmeisterschaft               | So., 17. Februar 2013   | COR  | PAL  | 2 : 2             |
| 352. | Staatsmeisterschaft               | So., 16. Februar 2014   | COR  | PAL  | 1 : 1             |
| 353. | Brasilianische Meisterschaft 2014 | So., 27. Juli 2014      | COR  | PAL  | 2 : 0             |
| 354. | Brasilianische Meisterschaft 2014 | Sa., 25. Oktober 2014   | PAL  | COR  | 1 : 1             |
| 355. | Staatsmeisterschaft               | So., 8. Februar 2015    | PAL  | COR  | 0 : 1             |
| 356. | Staatsmeisterschaft               | So., 19. April 2015     | COR  | PAL  | 2 : 2 (5:6 i. E.) |
| 357. | Brasilianische Meisterschaft 2015 | So., 31. Mai 2015       | COR  | PAL  | 0 : 2             |
| 358. | Brasilianische Meisterschaft 2015 | So., 6. September 2015  | PAL  | COR  | 3 : 3             |
| 359. | Staatsmeisterschaft               | So., 3. April 2016      | PAL  | COR  | 1 : 0             |
| 360. | Brasilianische Meisterschaft 2016 | So., 12. Juni 2016      | PAL  | COR  | 1 : 0             |
| 361. | Brasilianische Meisterschaft 2016 | Sa., 17. September 2016 | COR  | PAL  | 0 : 2             |
| 362. | Staatsmeisterschaft               | Mi., 22. Februar 2017   | COR  | PAL  | 1 : 0             |
| 363. | Brasilianische Meisterschaft 2017 | Mi., 12. Juli 2017      | PAL  | COR  | 0 : 2             |
| 364. | Brasilianische Meisterschaft 2017 | So., 5. November 2017   | COR  | PAL  | 3 : 2             |
| 365. | Staatsmeisterschaft               | Mi., 24. Februar 2018   | COR  | PAL  | 2 : 0             |
| 366. | Staatsmeisterschaft (Finale)      | Fr., 31. März 2018      | COR  | PAL  | 0 : 1             |
| 367. | Staatsmeisterschaft (Finale)      | So., 8. April 2018      | PAL  | COR  | 0 : 1 (3:4 i. E.) |
| 368. | Brasilianische Meisterschaft 2018 | So., 13. Mai 2018       | COR  | PAL  | 1 : 0             |
| 369. | Brasilianische Meisterschaft 2018 | So., 9. September 2018  | PAL  | COR  | 1 : 0             |
| 370. | Staatsmeisterschaft               | So., 2. Februar 2019    | PAL  | COR  | 0 : 1             |
| 371. | Brasilianische Meisterschaft 2019 | So., 4. August 2019     | COR  | PAL  | 1 : 1             |
| 372. | Brasilianische Meisterschaft 2019 | Sa., 9. November 2019   | PAL  | COR  | 1 : 1             |
| 373. | Staatsmeisterschaft (Finale)      | Mi., 5. August 2020     | COR  | PAL  | 0 : 0             |
| 374. | Staatsmeisterschaft (Finale)      | Sa., 8. August 2020     | PAL  | COR  | 1 : 1 (4:3 i. E.) |
| 375. | Brasilianische Meisterschaft 2020 | Do., 10. September 2020 | COR  | PAL  | 0 : 2             |
| 376. | Brasilianische Meisterschaft 2020 | Mo., 18. Januar 2021    | PAL  | COR  | 4 : 0             |

## Das Derby im Film
- Romeo and Juliet Get Married (port: O Casamento de Romeu e Julieta), eine brasilianische Liebeskomödie von 2005 frei nach William Shakespeare.